# Pierino la peste alla riscossa!
Pour plus de détails, voir Fiche technique et Distribution.
Pierino la peste alla riscossa! est une comédie italienne d'Umberto Lenzi sortie en 1982.
C'est l'un des premiers films de la série des Pierino, populaire dans les années 1980 en Italie. Le film est divisé en plusieurs sketches qui servent de prétexte pour représenter, par le biais de gags et de plaisanteries, des blagues plus ou moins connues. Alors que la plupart des Pierino sont interprétés par Alvaro Vitali, il est ici joué par l'acteur et doubleur florentin Giorgio Ariani. L'accent d'Ariani suggèrent une origine toscane pour le personnage qui s'est ensuite installé à Rome.

## Synopsis
Pierino est un enfant robuste avec un énorme buisson de cheveux noirs sur la tête. Le film raconte divers épisodes de la vie du protagoniste, qui vit avec son père Giulio (un pharmacien frustré de ne pas être médecin), sa mère Giovanna et sa grand-mère Donna Rosa. Dans la même maison vit Peppa, une Napolitaine qui fait office de bonne et de gouvernante, elle-même fiancée à Pasquale, un carabinier très terne et inepte. Les aventures de Pierino se déroulent de différentes manières : Tout d'abord, il se rend au bar Cervo, où il demande constamment au barman Œil de Lynx un cappuccino à crédit, toujours sans succès, mais en trouvant toujours le moyen de le tromper ou de lui faire une blague. Ensuite, il va à l'école, où il est souvent en compétition avec l'instituteur Stanghetti, qui est follement amoureux de l'institutrice Bonazzi (une jeune et belle femme, que Pierino et ses compagnons ont l'habitude d'espionner pendant qu'elle se change), qui est souvent la victime des blagues du protagoniste, tout comme Orazio, le concierge.
Dans un épisode, à l'école, Pierino est arrêté par l'institutrice Bonazzi, une fois que tous les autres élèves sont sortis pour la récréation. Bonazzi demande au garçon, d'une voix plutôt provocante, de lui montrer sa rédaction, mais le protagoniste se méprend et finit par baisser son pantalon, convaincu que la femme voulait voir son sexe.
Lors d'une excursion au zoo, organisée par l'école, Pierino fait une énième blague à l'enseignant Stanghetti (qui l'avait auparavant suspendu pendant une semaine pour une blague salace), retiré en privé avec Bonazzi, en le faisant frapper au visage par des excréments lancés par un singe.
Plus tard, au cours d'une journée d'école, la classe de Pierino reçoit la visite d'un étrange personnage, présenté par la directrice comme un inspecteur scolaire, le  professeur et marquis Pier Maria Delle Vedove. Ce dernier, voulant évaluer la préparation des étudiants, choisit Pierino comme volontaire, en l'interrogeant sur la bataille de Cannes, mais Pierino, malgré les suggestions de Stanghetti (derrière le dos du marquis), se trompe totalement en inventant sa propre version de cette bataille en y aujoutant d'autres erreurs sur Scipion l'Africain et Cornelius Scipio. Mais le marquis Delle Vedove, au lieu de s'étonner, réagit positivement aux gaffes du protagoniste et fait l'éloge du jeune garçon, se moquant de Stanghetti et de la directrice de manière directe et vulgaire. Un peu plus tard, il est attrapé par des agents qui lui mettent une camisole de force, révélant qu'il n'est rien d'autre qu'un fou échappé de l'asile et qui a l'habitude de se faire passer pour quelqu'un d'autre pour jouer des tours aux pauvres malheureux...

## Fiche technique
- Titre original italien : Pierino la peste alla riscossa![1]
- Réalisation : Umberto Lenzi
- Scénario : Dardano Sacchetti
- Photographie : Guglielmo Mancori
- Montage : Gianfranco Amicucci
- Musique : Walter Rizzati
- Production : Fabrizio De Angelis
- Sociétés de production : Fulvia Film S.rl. - Flora Film
- Pays de production :  Italie
- Langue originale : Italien
- Format : Couleur par Telecolor - Son mono - 35 mm
- Durée : 84 minutes (1 h 24[1])
- Genre : Comédie
- Dates de sortie :
  - Italie : 9 janvier 1982

## Distribution
- Giorgio Ariani : Pierino
- Mario Brega : Giulio, le père de Pierino
- Didi Perego : Giovanna, la mère de Pierino
- Elena Fabrizi : Donna Rosa, la grand-mère de Pierino
- Lucia Cassini : Peppa
- Ugo Fangareggi : Pasquale, le fiancé de Peppa
- Giacomo Rizzo : Professeur Stanghetti
- Jenny Tamburi : Professeur Bonazzi
- Adriana Facchetti : La directrice
- Luigi Leoni : Orazio, le concierge
- Renzo Montagnani : Professeur Pier Maria Delle Vedove
- Enzo Andronico : Œil de lynx, le barman (Occhio di lince en VO)
- Serena Grandi : La barmaid
- Tiberio Murgia : L'agent de police municipal
- Enzo Robutti : Ciccio, le client de la pharmacie
- Alfredo Adami : Un paysan
- Ennio Antonelli : Un paysan
- Franca Scagnetti : La locataire
- Ernesto Colli : Le portier de la via Piccolomini
- Fulvio Mingozzi : Le passant dans le zoo

## Production
Tourné au nord-ouest de Rome, près de la Via Aurelia.
Elena Fabrizi, plus connue comme la grand-mère de Pierino (joué par Alvaro Vitali) dans Pierino torna a scuola (it) (1990), fait sa première apparition dans le rôle de la grand-mère de l'enfant espiègle.
Participent également au film, entre autres, Alfredo Adami et Enzo Robutti, qui, dans les autres films avec Alvaro Vitali consacrés à Pierino, jouaient respectivement le gardien Alfonso et un quincaillier dans Pierino contro tutti (1981) et le directeur Pomari dans Pierino colpisce ancora (it) (1982). Dans ce film, cependant, Adami joue le rôle d'un fermier et Robutti celui d'un client de la pharmacie du père de Pierino.
C'est la dernière apparition de l'acteur Ernesto Colli (it), qui joue le rôle du portier de l'immeuble de Pierino.